# Resolutie 289 Veiligheidsraad Verenigde Naties
Resolutie 289 van de Veiligheidsraad van de Verenigde Naties werd unaniem aangenomen op 23 november 1970. De resolutie eiste dat Portugal zich onmiddellijk zou terugtrekken uit Guinee.

## Achtergrond
Toen na de Tweede Wereldoorlog de dekolonisatie van Afrika op gang kwam, ontstonden ook in de Portugese koloniën op het continent onafhankelijkheidsbewegingen. In tegenstelling tot andere Europese landen voerde het dictatoriale regime dat Portugal destijds kende dertien jaar lang oorlog in Angola, Guinee-Bissau, Kaapverdië en Mozambique. Behalve in Guinee-Bissau kon het Portugese leger overal de bovenhand halen, maar de oorlog kostte handenvol geld en het land raakte internationaal geïsoleerd. Pas toen de Anjerrevolutie in 1974 een einde maakte aan de dictatuur, werden ook de koloniën als laatsten in Afrika onafhankelijk.
De rebellen in Portugees-Guinea werden gesteund door buurland Guinee. Het Portugese leger schond dan ook geregeld de grens tussen beide landen in de strijd tegen de rebellen. In beide landen werd gevochten tegen het regime. De PAIGC in Portugees-Guinea wilde zo onafhankelijkheid verwerven. In Guinee was het de oppositie tegen het eenpartijstelsel. Beide landen steunden de rebellen in het ander.
Op 21 november 1970 landden een paar honderd Guineese rebellen en andere troepen onder Portugees bevel nabij de Guineese hoofdstad Conakry in een operatie genaamd Groene zee. Daar vielen ze het hoofdkwartier van de PAIGC aan en bevrijdden 26 Portugese krijgsgevangenen. Men slaagde er evenwel niet in om de Guinese president Ahmed Sékou Touré gevangen te nemen.

## Inhoud
Guinee had opnieuw een klacht ingediend na de Portugese aanval op zijn hoofdstad. De Veiligheidsraad eiste dat de aanval meteen werd stopgezet en dat alle troepen zouden worden teruggetrokken. Er werd besloten om een speciale missie naar Guinee te sturen om over de situatie te rapporteren.

## Verwante resoluties
- Resolutie 273 Veiligheidsraad Verenigde Naties
- Resolutie 275 Veiligheidsraad Verenigde Naties
- Resolutie 290 Veiligheidsraad Verenigde Naties
- Resolutie 294 Veiligheidsraad Verenigde Naties

Lijst ·  276 ·  277 ·  278 ·  279 ·  280 ·  281 ·  282 ·  283 ·  284 ·  285 ·  286 ·  287 ·  288 ·  289 ·  290 ·  291